# Коннелл, Ричард
Ричард Эдуард Коннелл (также Коннель, англ. Richard Edward Connell) — американский писатель первой половины XX века. Его имя стало широко известно после того, как в 1923 году писатель получил премию имени О.Генри, присуждаемую за лучший короткий рассказ.
Коннель — автор около трёхсот рассказов, двух пьес и ряда сценариев для кино. В 1942 году был номинирован на «Оскар» за лучший литературный первоисточник к фильму «Познакомьтесь с Джоном Доу». Публиковался в журналах «The Saturday Evening Post» и «Collier’s».
На русском в 1920-е было издано несколько сборников его рассказов: («Принц болен свинкой», «Друг Наполеона», «Человек в клетке»). Печатался в журнале «Всемирный следопыт».